# كلاوديو سنتوريون
كلاوديو سنتوريون (بالإسبانية: Claudio Centurión)‏ هو لاعب كرة قدم ومدرب كرة قدم باراغواياني، ولد في 21 يوليو 1983 في كونسيبسيون في باراغواي. لعب مع ناسيونال بوتوسي.

## وصلات خارجية
- كلاوديو سنتوريون على موقع قاعدة بيانات كرة القدم.إي يو (الإنجليزية)
- كلاوديو سنتوريون على موقع Soccerway.com (الإنجليزية)